# Under Vesterbros Glødelamper
Under Vesterbros Glødelamper er en dansk stum dramafilm fra 1911 produceret af århusianske Fotorama. Filmen er instrueret af Ernst Munkeboe. Filmen, der har undertitlen En Nat af Stor-København, er af Fotorama betegnet som "Et internationalt drama" og omhandler som de fleste øvrige af Fotoramas film på dette tidspunkt farerne i den kriminelle storby København.
Filmen havde dansk premiere den 28. april 1911 i Løvebiografen på Strøget i København. 

## Handling
En dansk diamanttyv (spillet af Gunnar Helsengreen) har begået et stort kup i Paris og er nu flygtet til København, hvor han vil skjule sig i storbyen, men en fransk opdager (spillet af Philip Bech) er lige i hælene på tyven. Diamanttyven tager kontakt til en gammel veninde i byen, Jessie Fønns, som han fortæller om kuppet, og han fortæller, at han vil aflede opdageren ved at finde en anden, som kan blive hængt op på kuppet. Diamanttyven og Jessie tager på varieté, hvor de træffer en gammel bekendt, Branth. Diamanttyven drikker Branth beruset, og inviterer den franske opdager over til deres bord, hvor han fortæller den franske opdager, at han selv er opdager og han forsøger at overbevise den franske opdager om, at Branth er tyven. Det lykkes dog ikke at overbevise den franske opdager om, at Branth er tyven, tværtimod vil opdageren tilkalde politiet for at få arresteret Diamanttyven. Diamanttyven vifter med et falsk identitetspapir, der skal overbevise om uskylden, og den franske opdager viser herefter sine identitetspapirer, som han imidlertid taber, og som Diamenttyven snedigt ombytter uden nogen lægger mærke til det. 
Politiet tilkaldes, men Diamanttyven lægger endnu en snedig plan, som han får Jessie til at medvirke til. På et givent tegn slukker Jessie lyset i varietéen, og Diamanttyven stjæler varietéstjernes juveler, som han lægger i opdagerens lomme. Netop som politiet ankommer, tænder Jessie for lyset igen. Varietéstjernen skriger, at hendes juveler er stjålet, og Diamanttyven kan straks for politiet udpege tyven: Opdageren, som har juvelerne i sin lomme. Diamanttyven forklarer politiet, at han er den franske opdager, og viser de sande - men stjålne - identitetspapirer som dokumentation. Han river det falske skæg af opdageren, der rasende føres bort af politiet. 
Men en journalist har overværet optrinnet, og er ikke overbevist. Han finder en kuvert på gulvet med Jessies adresse, og han tager Barnth med på morgencafé, hvor Barnth fortæller, at hans gamle ven aldrig har været opdager. Journalisten tager til politiet, der løslader den franske opdager, og som ledes på sporet af Jessies adresse. Barnth er dog blevet ædru, og advarer Diamanttyven om, at politiet er på vej. Diamanttyven forsøger at stikke af ved at snige sig af sted via gesimsen på huset, og Jessie forsøger at dække ham med et klæde. Opdageren ser Diamanttyven og skyder med sin revolver, men rammer Jessie, der dør. Diamanttyven sender Jessie et sidste farvel og lader sig styrte i døden.

## Medvirkende
- Gunnar Helsengreen, Diamanttyven
- Frederik Jensen, Tjener
- Philip Bech, Opdageren
- Frederik Buch, Kelner
- Oscar Holst, Journalist
- Maja Bjerre-Lind, Jessie Fønss, diamanttyvens elskede
- Søren Fjelstrup, Varietegæst
- Ellen Gottschalch, Varietegæst
- Emil Ebbesen, Varietegæst
- Anker Kreutz, Branth
- Fru Köhler, Varieté-gæst